# Belciugatele
Belciugatele is een gemeente in het Roemeense district Călărași en ligt in de regio Muntenië in het zuidoosten van Roemenië. De gemeente telt 2354 inwoners (2002).

## Geografie
Belciugatele ligt in het uiterste noordwesten van Călărași. De gemeente grenst aan de districten Ilfov en Ialomița. In de buurt van Belciugatele ligt de Roemeense hoofdstad Boekarest. De volgende dorpen liggen in de gemeente Belciugatele: Belciugatele, Cindeasca, Cojești, Măriuța en Mataraua.
De gemeente heeft een oppervlakte van 80,1 km².

## Demografie
In 2002 had de gemeente 2354 inwoners. Volgens berekeningen van World Gazetteer telt Belciugatele in 2007 2300 inwoners. De beroepsbevolking is 1027. Er bevinden zich 986 huizen in de gemeente.

## Politiek
De burgemeester van Belciugatele is Petre Dinei. Zijn viceburgemeester is Petrică Gheorghe. Secretaris is Ion T. Mihai.

## Onderwijs
Er zijn twee kinderdagverblijven en drie scholen in de gemeente.

## Toerisme
Het agrotoerisme groeit in Belciugatele. Naast agrotoerisme wordt er in Belciugatele ook veel sportgevist en recreatiefaliciteit "Diana" is ook erg in trek.
Alexandru Odobescu · Belciugatele · Borcea · Căscioarele · Chirnogi · Chiselet · Ciocănești · Curcani · Cuza Vodă · Dichiseni · Dor Mărunt · Dorobanțu · Dragalina · Dragoș Vodă · Frăsinet · Frumușani · Fundeni · Grădiştea · Gurbănești · Ileana · Independenţa · Jegălia · Lehliu · Luica · Lupșanu · Mânăstirea · Mitreni · Modelu · Nana · Nicolae Bălcescu · Perișoru · Plătărești · Radovanu · Roseți · Sărulești · Sohatu · Șoldanu · Spanțov · Ștefan cel Mare · Ștefan Vodă · Tămădău Mare · Ulmeni · Ulmu · Unirea · Vâlcelele · Valea Argovei · Vasilați · Vlad Țepeș